# Silvénska villan
Silvénska villan är en byggnad i Säffle, som byggdes 1915–1916 för skeppsredaren Hugo Silvén (1882–1946) som bostadshus med kontor för hans rederirörelse. Den ritades av Arvid Bjerke och Ragnar Ossian Swensson. Huset ligger på en tomt vid Byälven i Säffles centrum.
Efter Hugo Silvéns död 1946 köptes villan av apotekaren John Frykholm, som inredde det tidigare rederikontoret till tandläkarpraktik. Dennes svärson och dotter Karl-Erik och Stina Lindeström övertog huset 1965. Wermlandsbanken ägde huset 1970–1976, under vilken tid det stod tomt de första sex åren och användes som tillfälligt bankkontor de två senare åren. År 1979 köptes villan av Säffle kommun. Efter en långvarig diskussion om huset skulle användas som frikyrka eller som kultur- och föreningshus invigdes Silvénska villan 1981 som kultur- och föreningshus.
Husföreningens Silvénska villan, med olika föreningar som medlemmar, hyr villan av Säffle kommun.

## Bildgalleri

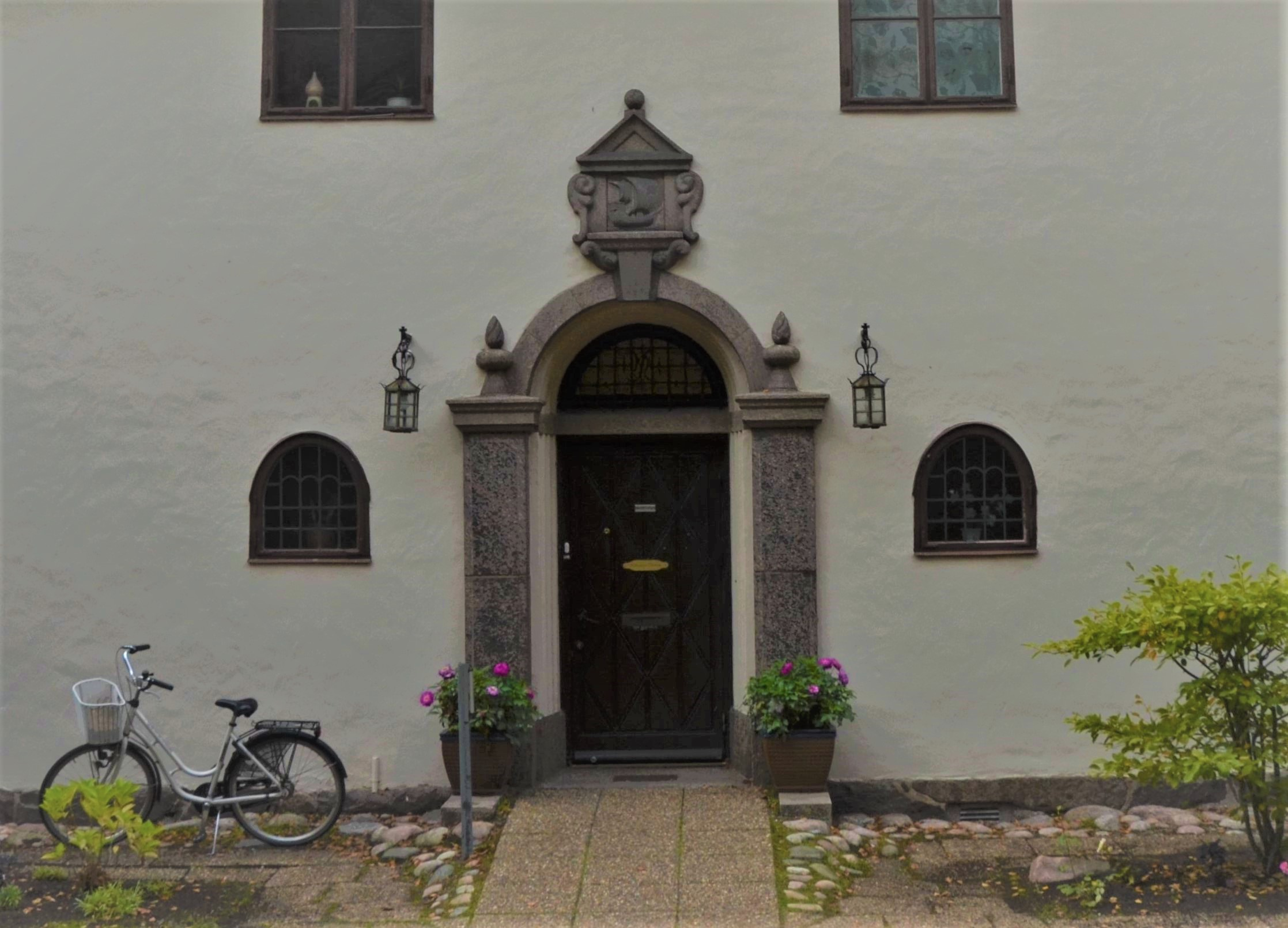
Porten